# Neocrepidodera impressa
Neocrepidodera impressa är en skalbaggsart som först beskrevs av Fabricius 1801.  Neocrepidodera impressa ingår i släktet Neocrepidodera, och familjen bladbaggar. Arten är reproducerande i Sverige.